# Corridos de cuidado
Corridos de cuidado es el nombre de un álbum de la agrupación de música regional mexicana Grupo Laberinto. Fue lanzado el día 29 de julio de 2008. Como su nombre indica, el disco se compone de corridos. Su primer sencillo "El transformer y la cobra" es una versión de una canción hecha por ellos mismos en el año 1989.

## Lista de canciones
| Num. | Título                    | Duración |
| ---- | ------------------------- | -------- |
| 01   | La Soraya                 | 2:57     |
| 02   | Juan Villanueva           | 2:42     |
| 03   | El nayarita               | 3:13     |
| 04   | El Transformer y La Cobra | 3:04     |
| 05   | El Mayor y El Caraveo     | 3:29     |
| 06   | El Gato                   | 2:36     |
| 07   | Rafa y su primo           | 3:04     |
| 08   | Zenón Torres Vélez        | 2:53     |
| 09   | Tierra sin nombre         | 3:32     |
| 10   | El Rancho de La Rana      | 2:59     |

## Listas de popularidad
| Lista                        | Posición |
| ---------------------------- | -------- |
| Top Latin Albums (Billboard) | 53       |